# Brisé (chanson)
Pour les articles homonymes, voir Brisé.
Singles de Maître Gims
Longue vie
(2015) Sapés comme jamais
(2015)
Brisé est une chanson du chanteur de hip-hop congolais Maître Gims. Elle est sortie le 24 août 2015 sur son 2e album studio Mon cœur avait raison (CD n° 1 La Pilule bleue).
Le 15 août 2015, un peu plus d'une semaine avant la sortie de l'album Mon cœur avait raison, Maître Gims a joué en exclusivité ce son en concert.
Et c'est le 24 août 2015, 4 jours avant la sortie de l'album, qu'il a décidé de sortir officiellement la version studio sur iTunes.
Il s'agit d'une chanson d'amour évoquant notamment le mal que lui a fait une femme qu'il aimait, comme l'indique le titre (et l'imagerie du clip), elle l'a « brisé » intérieurement.

## Accueil commercial
En France, Brisé se classe directement à la 6e place du classement général du SNEP lors de sa trentième semaine.
En Belgique, Brisé se classe à la 5e place dans l'Ultratop 50 wallon lors de la dix-septième semaine.
Le morceau est certifié disque d'or le 27 avril 2018.

## Clip vidéo
Le clip sort le 14 septembre 2015.
Dans le clip l'acteur est Stefan de l'émission Qui est la taupe ?.

## Classements et certification

### Classements hebdomadaires
| Classement (2015)                       | Meilleure position |
| --------------------------------------- | ------------------ |
| France (SNEP)                           | 6                  |
| Belgique (Wallonie Ultratop 50 Singles) | 5                  |

### Certification
| Pays   | Organisme | Certification | Ventes |
| ------ | --------- | ------------- | ------ |
| France | SNEP      | Or            | 50 000 |